# 神奈川県道402号阿久和鎌倉線
神奈川県道402号阿久和鎌倉線（かながわけんどう402ごう あくわかまくらせん）は、神奈川県横浜市瀬谷区阿久和東（阿久和交差点）から鎌倉市岡本に至る県道である。この路線は通称「かまくらみち」と呼ばれる。

## 起点・終点
- 起点：神奈川県横浜市瀬谷区阿久和東（阿久和交差点）
- 終点：神奈川県鎌倉市岡本（山崎跨線橋北交差点）
- ルート
  - 田谷回り：Google マップ
  - 関谷IC回り：Google マップ

## 歴史
1180年（治承4年）頃、源頼朝が鎌倉から府中方面へ抜ける街道として整備した。別名「陣街道」、「西の道」とも呼ばれた。

## 通称
- かまくらみち（ただし、かまくらみちの終点は三ツ境小学校前交差点である）

## 通過する自治体
- 神奈川県
  - 横浜市 （瀬谷区、泉区、戸塚区、栄区）
  - 鎌倉市

## 重複する路線
- 横浜市主要地方道18号環状4号（横浜市戸塚区・深谷交差点 - 原宿交差点）
- 神奈川県道23号原宿六ツ浦線（横浜市戸塚区・原宿交差点 - 栄区・笠間大橋下出口交差点）
- 国道1号（横浜市戸塚区・原宿交差点 - 影取町交差点）
- 神奈川県道302号小袋谷藤沢線（鎌倉市岡本）

## 経路および交差する道路・鉄道路線
- 横浜市瀬谷区

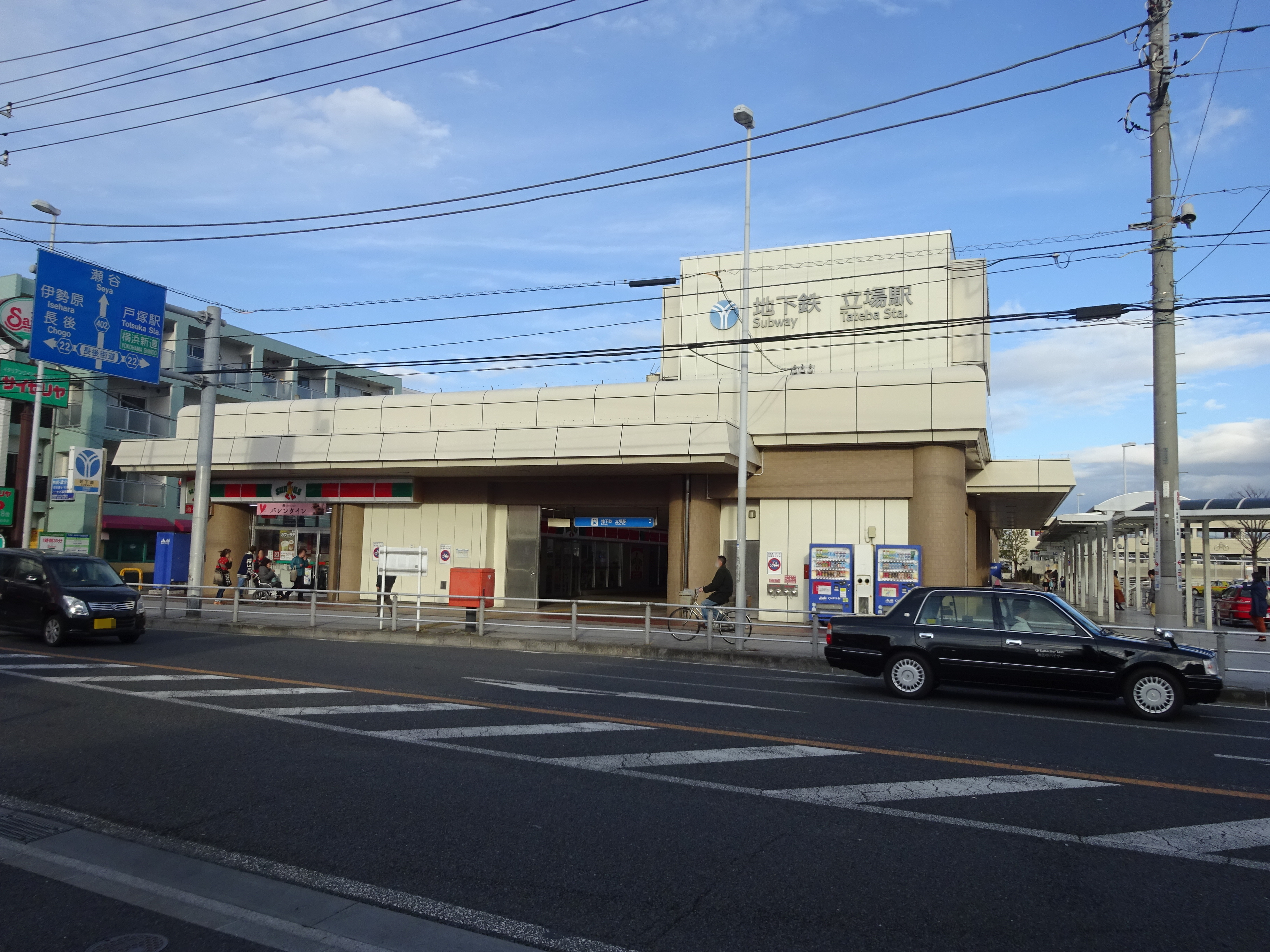
横浜市営地下鉄ブルーライン立場駅・立場バスセンターの前を通るかまくらみち

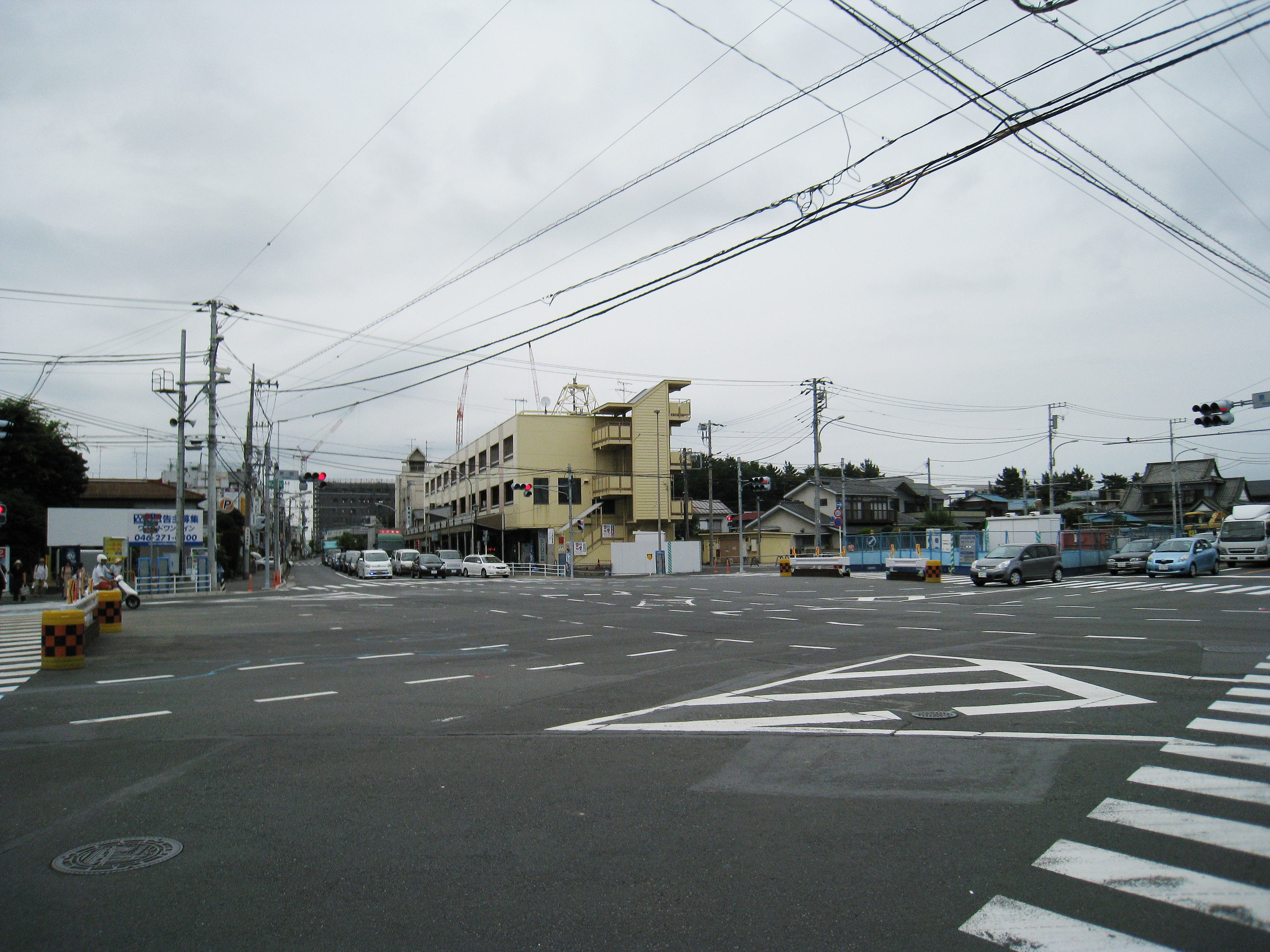
国道1号原宿交差点（左右方向が国道1号）

  - 神奈川県道401号瀬谷柏尾線（阿久和交差点）
  - 横浜市都市計画道路鴨居上飯田線（阿久和交差点）
  - 鉄道：東海道新幹線（陸橋により交差）
- 横浜市泉区
  - 鉄道：相鉄いずみ野線（本線の地下で交差）
  - 神奈川県道218号弥生台桜木町線（弥生台交差点）
  - 神奈川県道22号横浜伊勢原線（立場交差点）
  - 鉄道：横浜市営地下鉄ブルーライン（本線の地下で交差）
- 横浜市戸塚区
  - 横浜市主要地方道18号環状4号（深谷交差点）
  - 神奈川県道403号菖蒲沢戸塚線（深谷交差点）
  - 国道1号（原宿交差点）
  - 神奈川県道23号原宿六ツ浦線（笠間大橋）

（田谷回り）
  - 神奈川県道312号田谷藤沢線
  - 神奈川県道302号小袋谷藤沢線

（関谷IC回り）
  - 神奈川県道312号田谷藤沢線
  - 神奈川県道302号小袋谷藤沢線